# Espírito Santo do Dourado
Espírito Santo do Dourado är en kommun i Brasilien.   Den ligger i delstaten Minas Gerais, i den sydöstra delen av landet, 700 km söder om huvudstaden Brasília. Antalet invånare är 4 429.
Omgivningarna runt Espírito Santo do Dourado är huvudsakligen savann. Runt Espírito Santo do Dourado är det glesbefolkat, med 15 invånare per kvadratkilometer.